# Duvall (Washington)
Duvall je grad u američkoj saveznoj državi Washington. Prema popisu stanovništva iz 2010. u njemu je živjelo 6.695 stanovnika.